# Shandongemys
Shandongemys es un género extinto de tortuga del período Cretácico superior de Shandong, China. Sus fósiles se encontraron en el grupo Wangshi.